# رودن ۶۲۵۸
سیارک ۶۲۵۸ (به انگلیسی: 6258 Rodin، نامگذاری:3070T-2) شش هزار و دویست و پنجاه و هشتمین سیارک کشف شده‌است که در ۳۰ سپتامبر ۱۹۷۳ کشف شد.
قدر مطلق سیارک برابر ۱۳٫۶۰ است.